# Liste der Biografien/Bartm
Liste der Biografien |
Portal Biografien |
Personensuche
# |
A |
B |
C |
D |
E |
F |
G |
H |
I |
J |
K |
L |
M |
N |
O |
P |
Q |
R |
S |
T |
U |
V |
W |
X |
Y |
Z |
?
 
Ba |
Be |
Bd |
Bg |
Bh |
Bi |
Bj |
Bl |
Bm |
Bn |
Bo |
Br |
Bs |
Bu |
Bw |
By |
Bz
 
Baa |
Bab |
Bac |
Bad |
Bae |
Baf |
Bag |
Bah |
Bai |
Baj |
Bak |
Bal |
Bam |
Ban |
Bao |
Bap |
Baq |
Bar |
Bas |
Bat |
Bau |
Bav |
Baw |
Bax–Baz
 
Bara |
Barb |
Barc |
Bard |
Bare |
Barf |
Barg |
Barh |
Bari |
Barj |
Bark |
Barl |
Barm |
Barn |
Baro |
Barp |
Barq |
Barr |
Bars |
Bart |
Baru |
Barv |
Barw |
Bary |
Barz
 
Barta |
Bartb |
Bartc |
Bartd |
Barte |
Bartf |
Barth |
Barti |
Bartk |
Bartl |
Bartm |
Bartn |
Barto |
Bartr |
Barts |
Bartt |
Bartu |
Barty |
Bartz
Die Liste der Biografien führt alle Personen auf, die in der deutschsprachigen Wikipedia einen Artikel haben. Dieses ist eine Teilliste mit 27 Einträgen von Personen, deren Namen mit den Buchstaben „Bartm“ beginnt.

## Bartm

### Bartma
- Bartman, Jamie (* 1962), deutsch-kanadischer Eishockeyspieler und -trainer
- Bartman, Michiel (* 1967), niederländischer Ruderer
- Bartman, Theodor Burchard (1710–1786), deutscher Jurist und Hochschullehrer in Köln
- Bartman, Wilhelm (1798–1885), Kölner Kaufmann und Unternehmer
- Bartman, Zbigniew (* 1987), polnischer Volleyballspieler
- Bartmann, Bernhard (1860–1938), deutscher, römisch-katholischer Dogmatiker
- Bartmann, Dominik (* 1953), deutscher Kunsthistoriker
- Bartmann, Ernst (* 1976), deutscher Kirchenmusiker, Organist und Komponist
- Bartmann, Ferdinand Bernard (1854–1939), deutscher Unternehmer
- Bartmann, Franz-Joseph (* 1950), deutscher Chirurg und ärztlicher Standespolitiker
- Bartmann, Heinrich (1898–1982), deutscher Architekt und Hochschullehrer
- Bartmann, Hermann (1939–2000), deutscher Wirtschaftswissenschaftler und Hochschullehrer
- Bartmann, Ina (* 1965), deutsche politische Beamtin (CDU)
- Bartmann, Johannes (1881–1933), deutscher Landrat
- Bartmann, Karl (1920–2008), deutscher Facharzt für Laboratoriumsmedizin
- Bartmann, Peter (1883–1964), deutscher Jurist und Präsident der IHK Frankfurt am Main
- Bartmann, Reinhold (* 1961), deutscher Priester und Militärgeneralvikar und Leiter des Katholischen Militärbischofsamtes
- Bartmann, Simon Wilhelm (1878–1944), jugoslawischer Rechtsanwalt, Notar, Richter und Mitbegründer des Schwäbisch-Deutschen Kulturbundes
- Bartmann, Stefan (* 1950), deutscher Regisseur
- Bartmann, Uwe (* 1961), deutscher Behindertensportler

### Bartme
- Bartmer, Carl-Albrecht (* 1961), deutscher Landwirt und Verbandsfunktionär
- Bartmer, Eugen (1937–2022), österreichischer Maschinenschlosser und Schriftsteller

### Bartmi
- Bartmiński, Jerzy (* 1939), polnischer Literaturwissenschaftler und Sprachwissenschaftler

### Bartmu
- Bartmuß, Hans-Joachim (1929–2023), deutscher Mittelalterhistoriker
- Bartmuß, Hartmut (* 1944), deutscher evangelisch-Lutherischer Pfarrer und Autor
- Bartmuß, Marie (* 1909), deutsche Kunsthistorikerin
- Bartmuß, Richard (1859–1910), deutscher Komponist, Organist